# ديفيد غاردينر (عالم بيئة)
ديفيد غاردينر (بالإنجليزية: David Gardiner)‏ هو عالم بيئة أمريكي، ولد في 1955.